# آرتم هاروتیونیان
آرتم میکائیلی هاروتیونیان (ارمنی: Արտեմ Միքայելի Հարությունյան؛ زادهٔ ۱۹ سپتامبر ۱۹۴۵ در استپاناکرت، جمهوری آرتساخ) یک شاعر، متخصص ادبیات، و مترجم اهل ارمنستان است.

## زندگی‌نامه
پس از فارغ‌التحصیلی از دانشگاه دولتی ایروان در سال ۱۹۹۱ مدرک پی‌اچ‌دی به عنوان استاد در رشته ادبیات انگلیسی (انگلیسی و آمریکایی) از انستیتو ادبیات جهان ماکسیم گورکی مسکو دریافت نمود.
هاروتیونیان بین سال‌های ۱۹۹۴–۱۹۹۵ نماینده جمهوری آرتساخ در واشینگتن بود.

## کتابشناسی
هاروتیونیان نه کتاب شعر تألیف نموده است:
- Land of signs (1977) (برنده جایزه «بهترین کتاب ارمنستان» ارمنستان شد)
- Vista (1979) (به زبان روسی ترجمه شد و برنده جایزه روسی ماکسیم گورکی شد)
- Threshold (1984)
- Words of Presence (1988)

همچنین وی جوایز ادبی رنه شار (فرانسه) و «واهان تکیان» V. Tekeyan و "H. Ouzounyan" دریافت نموده است.
«نامه به نوح و سایر اشعار» (Letter to Noeh and Other Poems) (نیویورک سیتی، ۱۹۹۴) نخستین کتاب وی به زبان انگلیسی است.

## جوایز
- جایزه جشنواره بین‌المللی استانبول[الف] (۲۰۱۰)
- جایزه جشنواره بین‌المللی استکهلم[ب] (۲۰۰۸)
- جایزه دولتی ارمنستان[پ] (۲۰۰۳) بخاطر نگارش کتاب "Juda's Holiday"
- جایزه رنه شار[ت] (۱۹۸۹)
- جایزه ماکسیم گورکی[ث] (۱۹۸۳)
- جایزه دیلان تتماس[ج] (۱۹۸۳)

## نگارخانه

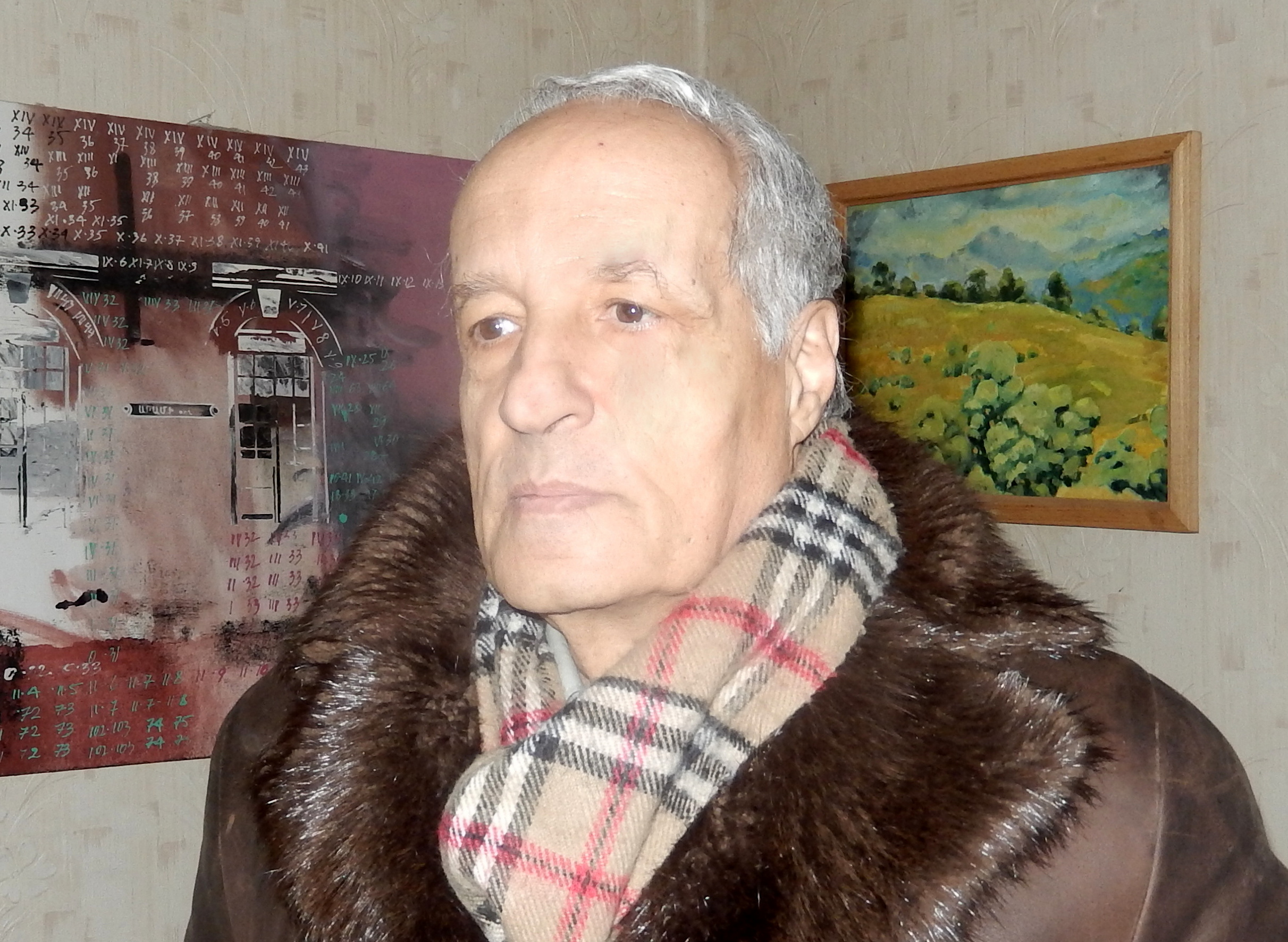

## یادداشت
1. ↑  Stambul International Festival Prize
2. ↑  Stockholm International Festival Prize
3. ↑  Laureate of Armenia's state award
4. ↑  Rene Sharie Prize
5. ↑  Maxim Gorki Prize
6. ↑  Dilan Ttmas Prize